# 烏多·克拉格爾
乌多·克拉格尔（德語：Udo Kragl，1961年5月20日—），德国化学家和生物技术学家。出生于德国特罗伊斯多夫-西格拉尔，现为罗斯托克大学的技术化学教授。 已婚，为两个孩子的父亲。

## 职业/生活
乌多∙克拉格尔于1981年至1987年在波恩大学学习化学。1992年，在于利希研究中心的克里斯蒂安∙万德雷工作组进行研究，并获得波恩大学博士学位。1998年，结束了为期6个月在汽巴-嘉基有限公司(现为诺华)位于日本寶塚市的国际研究实验室的工作后，他回到了于希利研究中心，并获得了大学讲师资格。同年，接到了罗斯托克大学的任职邀请自2004年至2006年，担任该大学数学和自然科学学院院长。2007年以来，他是罗斯托克大学首位跨学科学院的创始院长. 2007年2月至4月，特聘为新加坡国立大学的客座教授 自2015年以来，克拉格尔一直担任罗斯托克大学研究及知识转移副校长。 克拉格尔教授于2015年被选为“自然科学/医学”类的“年度教授”。他于1997年获得Karl-Winnacker基金会(原Hoechst AG)奖学金。

## 研究领域
起初，他主要从事生物催化领域的研究，专注于生物酶的合成及应用。 在过去的几年里，克拉格尔将他的研究扩展到膜技术领域、可再生资源领域、趋近于成熟的离子液体领域和跟踪和过程分析领域。

## 参加委员会
几年来，他一直在多个委员会担任要职，如DECHEMA催化部门执行委员会成员、化学部门会议咨询委员会成员、催化能力网络(ConNeCat)执行委员会成员。